# CPO-27

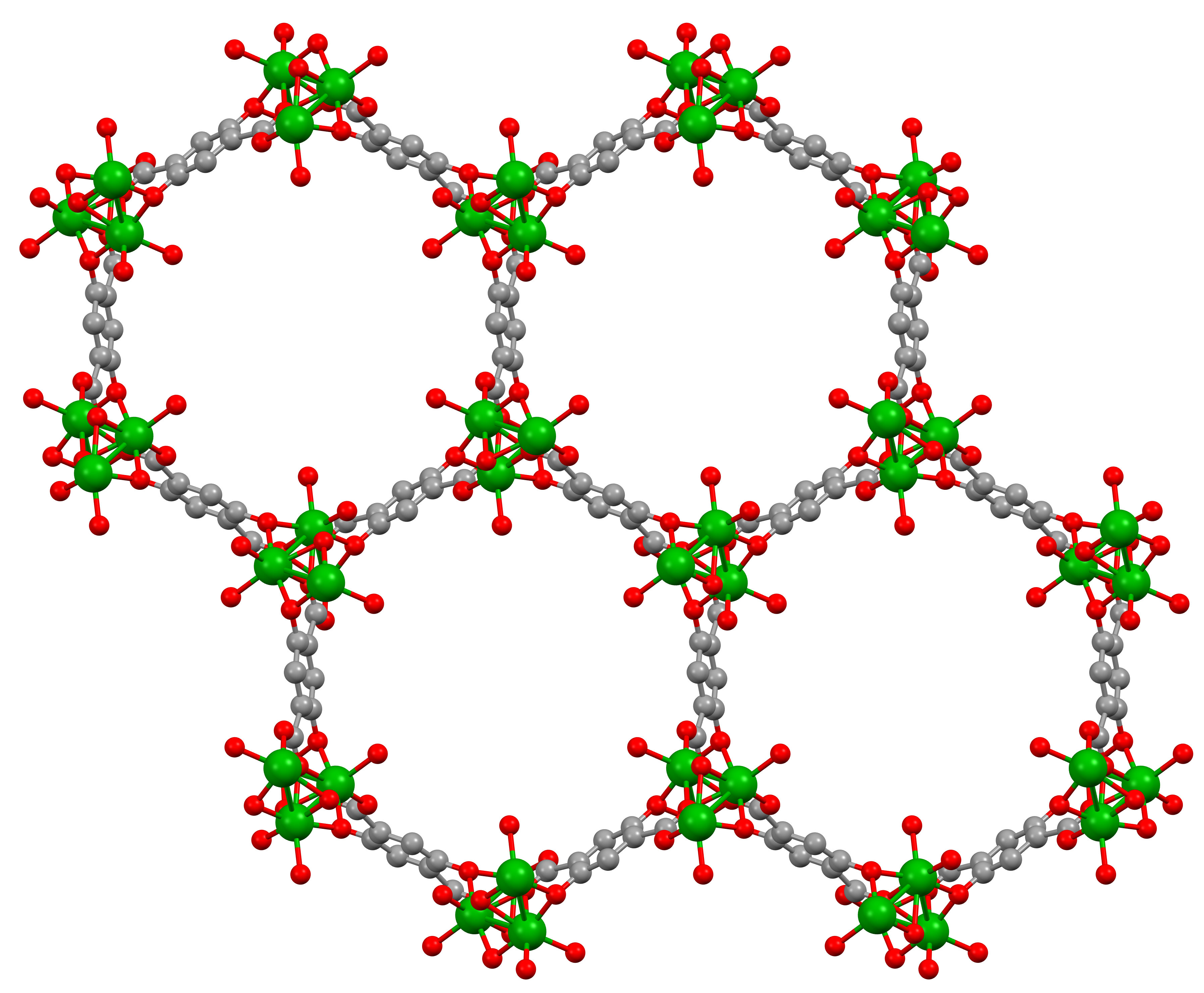
Kristallstruktur von CPO-27 im hydratisierten Zustand: Orthographische Ansicht des Porenquerschnitts. Metall: grün, Sauerstoff: rot, Kohlenstoff: grau, Wasserstoff: nicht gezeigt.

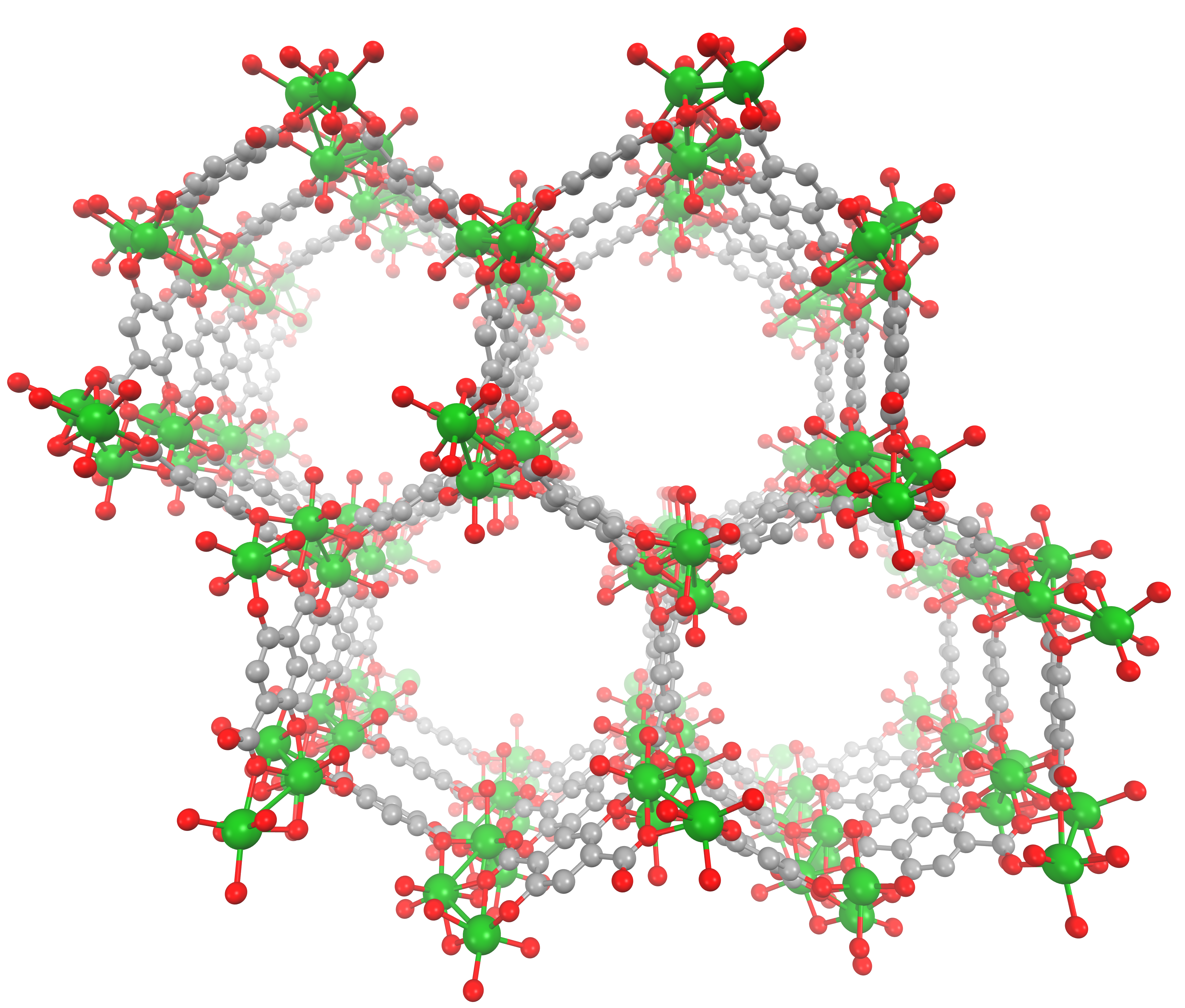
Kristallstruktur von CPO-27 im hydratisierten Zustand: Perspektivische Ansicht des Porenquerschnitts. Metall: grün, Sauerstoff: rot, Kohlenstoff: grau, Wasserstoff: nicht gezeigt.

CPO-27 (CPO ⇒  Coordination polymer of Oslo), auch MOF-74, M2(dhtp) oder M2(dobdc) genannt, sind Bezeichnungen für eine Strukturfamilie, die zu der Materialklasse der Metall-organischen Gerüstverbindungen gehört. Metall-organische Gerüstverbindungen sind kristalline Materialien, in welchen Metallzentren durch Brückenliganden (sogenannte Linker) dreidimensional in sich wiederholenden Koordinationseinheiten verbunden sind. Die CPO-27-Struktur besteht aus zweiwertige Metallzentren (M2+) und 2,5-dioxybenzol-1,4-dicarboxylat (dobdc), auch bekannt als 2,5-dihydroxyterephthalat (dhtp), als Linker. Im Gegensatz zu anderen Metall-organischen Gerüstverbindungen, in welchen ebenfalls 2,5-Dihydroxyterephthalsäure als Linker eingesetzt wird (z. B. MIL-53-(OH)2, ...), Koordinieren in der CPO-27-Struktur nicht nur die Carboxylatgruppen an die Metallzentren, sondern auch beide Hydroxygruppen in deprotoniertem Zustand. Die resultierende Gerüststruktur enthält hexagonale, Bienenwaben-ähnliche, eindimensionale (stäbchenförmige) Poren.

## Strukturelle Analoga

### Monometallische CPO-27-Analoga
Die ersten CPO-27-Materialien wurden mit Cobalt oder Zink als Metallzentren hergestellt. Inzwischen wurde die CPO-27-Struktur mit verschiedenen zweiwertigen Übergangsmetallen der 3. Periode und mit Magnesium hergestellt, welche ähnliche Ionenradien besitzen. Monometallischen CPO-27-Analoga enthalten nur einer Art von Metall im Gerüst. Aufgrund der unterschiedlichen Elektronegativitäten und Koordinationspräferenzen der verschiedenen Metalle können sich die Materialeigenschaften verschiedener monometallischer CPO-27-Materialien untereinander deutlich unterscheiden.
| Metallzentrum und Oxidationszahl | Jahr der Erstveröffentlichung | Zitation    |
| -------------------------------- | ----------------------------- | ----------- |
| Co2+                             | 2005                          | [ 3 ]       |
| Zn2+                             | 2005                          | [ 2 ]       |
| Ni2+                             | 2006                          | [ 4 ]       |
| Mg2+                             | 2008                          | [ 5 ]       |
| Mn2+                             | 2008                          | [ 6 ]       |
| Fe2+                             | 2010                          | [ 7 ] [ 8 ] |
| Cu2+                             | 2013                          | [ 9 ]       |
| Cd2+                             | 2014                          | [ 10 ]      |

### Multimetallische CPO-27-Analoga
Multimetallische CPO-27-Materialien besitzen mehrere Metalle in der Gerüststruktur, welche über äquivalente Positionen im Gerüst verteilt sind. Anstatt multimetallisch wird auch der Begriff Mixed-Metal zur Bezeichnung dieser Materialien benutzt. Das Metallverhältnis in einem multimetallischen CPO-27-Material kann in den meisten Fällen beliebig verändert werden. Durch die Gegenwart verschiedener Metalle in unterschiedlichen Verhältnissen können die Materialeigenschaften und die Eigenschaften der Poren gezielt verändert und angepasst werden.
Bislang wurden überwiegend bimetallische CPO-27-Materialien hergestellt, in die zwei verschiedene Metalle eingebaut wurden. Beispielhafte Metallkombinationen sind Co2+/Zn2+, Ni2+/Co2+, Co2+/Mg2+, Mg2+/Zn2+, Co2+/Cu2+ oder Ca2+/Mg2+. Weitere Mixed-Metal CPO-27-Materialien wurden mit mehr als zwei verschiedenen Metallen (bis zu zehn gleichzeitig) hergestellt. In diesen Materialien konnten abgesehen von Magnesium auch weitere Erdalkalimetalle (Ca2+, Ba2+, Sr2+) eingebaut werden, für die es bislang noch keine monometallischen CPO-27-Analoga gibt.

### CPO-27-Analoga mit expandierten Linkermolekülen
Längere, jedoch strukturell zu 2,5-Dihydroxyterephthalsäure verwandte Moleküle können ebenfalls dazu verwendet werden, um strukturelle Analoga der CPO-27-Struktur herzustellen. Beispiele für diese längeren Linker sind 3,3'-Dihydroxy-[1,1'-biphenyl]-4,4'-dicarbonsäure oder 3,3''-Dihydroxy-2',5'-dimethyl-[1,1':4',1''-terphenyl]-4,4''-dicarbonsäure. Die resultierenden Materialien werden IRMOF-74-n (n = I, II, III, …) genannt (IRMOF-74-I = CPO-27) und haben dieselbe Struktur des Gerüstes, jedoch sind die Poren deutlich größer.

## Eigenschaften und Anwendungen
Nach der Synthese und bei der Aufbewahrung an Luft ist zusätzlich zu den Linkermolekülen ein Lösungsmittel- oder Wassermolekül an jedes Metallzentrum gebunden. Diese können bei höheren Temperaturen und/oder im Vakuum aus dem Gerüst entfernt werden, ohne dass die CPO-27-Struktur dadurch beeinträchtigt wird. Nach dem Entfernen der Lösungsmittelmoleküle entstehen an den Metallzentren freie Koordinationsstellen (englisch coordinatively unsaturated site, CUS), welche für direkte Metall-Substrat-Wechselwirkungen mit Gastmoleküle in den Poren zur Verfügung stehen. Aufgrund der koordinativ ungesättigten Metallzentren ist die CPO-27-Struktur besonders für die Speicherung von Gasen wie CO2, H2 oder toxischen Gasen interessant.